# Elatostema megacephalum
Elatostema megacephalum är en nässelväxtart som beskrevs av Wen Tsai Wang. Elatostema megacephalum ingår i släktet Elatostema och familjen nässelväxter. Inga underarter finns listade i Catalogue of Life.